# Brett Findlay
Brett Findlay (* 13. Oktober 1992 in Echo Bay, Ontario) ist ein kanadischer Eishockeyspieler, der zuletzt bis Mai 2025 beim HC Pustertal aus der ICE Hockey League unter Vertrag stand. Zuvor spielte er unter anderem bereits in der American Hockey League (AHL) sowie in verschiedenen europäischen Ligen, so etwa für die Iserlohn Roosters und den ERC Ingolstadt in der Deutschen Eishockey Liga (DEL) sowie den HC Bozen in der ICE Hockey League.

## Karriere
Brett Findlays Laufbahn begann in Nachwuchsteams in Sault Ste. Marie und führte ihn 2009 zu den Blind River Beavers in die Northern Ontario Junior Hockey League (NOJHL). Dort erzielte er 87 Scorerpunkte in 50 Spielen der regulären Saison und wurde infolgedessen nicht nur zum Rookie of the Year, sondern auch ins Second All-Star-Team gewählt. Zur folgenden Spielzeit 2010/11 gelang ihm damit auch der Sprung in die Ontario Hockey League (OHL), eine der Top-Juniorenligen Kanadas. Dort gehörte er zwei Jahre lang bei den Sault Ste. Marie Greyhounds und für ein Jahr bei den Peterborough Petes zu den erfolgreichsten Scorern, wurde bei den NHL Entry Drafts aber nie berücksichtigt.
In den Profibereich rückte Findlay im März 2013 auf, als er von den San Francisco Bulls aus der ECHL verpflichtet wurde. Ende Januar 2014 wechselte er innerhalb der Liga zu den Alaska Aces, mit denen er noch in derselben Saison den Kelly Cup gewann. In den Playoffs steuerte er drei Tore und acht Vorlagen in 19 Partien bei. Für die Saison 2014/15 erhielt der Angreifer einen Vertrag bei den Toronto Marlies in der American Hockey League (AHL), kam allerdings hauptsächlich bei deren Partnerteam in der ECHL, den Orlando Solar Bears, zum Einsatz. In den folgenden beiden Jahren konnte er seine Spielanteile in der AHL zwar steigern, endgültig als Stammspieler in der höchstklassigen Minor League konnte er sich aber erst nach einem Wechsel zu Stockton Heat in der Saison 2017/18 durchsetzen.
Im Sommer 2018 holte der HC Bozen aus der Erste Bank Eishockey Liga (EBEL) den Angreifer nach Europa. Mit 49 Punkten in 50 Spielen war er in der folgenden Saison der Top-Scorer seines Teams. Gemeinsam mit seinem Sturmpartner Alex Petan wechselte er anschließend zu den Iserlohn Roosters in die Deutsche Eishockey Liga (DEL). Schon nach 23 Partien wurde der Vertrag allerdings wieder aufgelöst, obwohl Findlay zu diesem Zeitpunkt der punktbeste Spieler des Teams war. Kurz darauf wurde er vom ERC Ingolstadt unter Vertrag genommen.
Der Kanadier kehrte zur Saison 2020/21 zurück nach Bozen. In der inzwischen in ICE Hockey League umbenannten Liga verpasste er einen Punkteschnitt von 1,0 pro Spiel erneut nur knapp. Zugleich hatte er am Ende der Saison die beste Plus/Minus-Statistik seiner Mannschaft. Mit den Südtirolern zog er als Hauptrundenerster in die Playoffs ein, wo Bozen erst im Finale am EC KAC scheiterte. Er verlängerte seinen Vertrag beim HCB um eine weitere Saison, bevor er zur Spielzeit 2022/23 ligaintern zu Hydro Fehérvár AV19 wechselte. Im Mai 2023 gab dann der HC Slovan Bratislava aus der slowakischen Extraliga die Verpflichtung des Stürmers bekannt. Ein Jahr später verpflichtete ihn der HC Pustertal für die Saison 2024/25 und holte ihn somit in die ICE Hockey League zurück. Nach dem Ende der Spielzeit wurde sein auslaufender Vertrag nicht verlängert.

## Erfolge und Auszeichnungen
- 2010 NOJHL Rookie of the Year
- 2010 NOJHL Second All-Star Team
- 2014 Kelly-Cup-Gewinn mit den Alaska Aces
- 2015 Teilnahme am ECHL All-Star Game

## Karrierestatistik
Stand: Ende der Saison 2024/25
(Legende zur Spielerstatistik: Sp oder GP = absolvierte Spiele; T oder G = erzielte Tore; V oder A = erzielte Assists; Pkt oder Pts = erzielte Scorerpunkte; SM oder PIM = erhaltene Strafminuten; +/− = Plus/Minus-Bilanz; PP = erzielte Überzahltore; SH = erzielte Unterzahltore; GW = erzielte Siegtore; 1 Play-downs/Relegation; Kursiv: Statistik nicht vollständig)